# 조르조 키엘리니
조르조 키엘리니(이탈리아어: Giorgio Chiellini, 1984년 8월 14일, 이탈리아 피사 ~ )는 이탈리아의 은퇴한 축구 선수로 그의 원래 포지션은 왼쪽 풀백이었지만, 센터백으로 포지션을 변경했다. 그는 또한 현역 시절 세계 최고의 센터백중 하나로 평가받았다.

## 클럽 경력
AS 리보르노 칼초에서 클럽 경력을 시작한 그는, 2004년 여름 리보르노에서 유벤투스 FC로 이적하지만, 바로 ACF 피오렌티나에 임대되었다. 한 시즌 동안 피오렌티나에서 좋은 활약을 보여 준 후, 유벤투스로 복귀하였다.
승부조작(칼치오폴리) 파문으로 유벤투스가 세리에 B로 강등당한 다음 해 세리에 A 복귀에 성공후 부임한 클라우디오 라니에리 감독이 키엘리니의 보직을 왼쪽 풀백에서 센터백으로 변경했고, 센터백 전향에 성공하여 세리에 A 최고의 센터백 중 한 명으로 자리잡았다.
2022년에 로스앤젤레스 FC로 이적했고, 2023년 12월 13일에 현역 은퇴를 선언했다.

## 국가대표팀 경력
2010년 FIFA 월드컵에 출전하였으며 2014년 FIFA 월드컵에서는 이탈리아 축구 국가대표팀으로 출전해서 활약하던 도중 우루과이의 루이스 알베르토 수아레스에게 어깨를 물렸고, 팀은 우루과이에게 패해 탈락했다. 수아레스는 이 사건으로 인해 FIFA로부터 우루과이 대표팀의 공식 경기 9경기 출전 정지, 4개월 동안 축구 관련 활동 금지 처분을 받게 되자 키엘리니가 나서서 수아레스에게 너무 가혹한 처벌을 줬다고 주장하며 처벌 수위를 낮춰달라고 FIFA에 호소했다.

## 수상 내역

#### 리보르노
- 세리에 C1: 2001-02

#### 유벤투스
- 세리에 A: 2011-12, 2012-13, 2013-14, 2014-15, 2015-16, 2016-17, 2017-18, 2018-19, 2019-20
- 세리에 B: 2006-07
- 코파 이탈리아: 2014-15, 2015-16, 2016-17, 2017-18, 2020-21
- 수페르코파 이탈리아나: 2012, 2013, 2015, 2018, 2020
- UEFA 챔피언스리그 : 준우승 (2014-15, 2016-17)

#### 로스앤젤레스 갤럭시
- MLS컵 : 2022
- 서포터스 쉴드 : 2022

#### 이탈리아
- UEFA 유로 : 우승 (2020), 준우승 (2012)
- FIFA 컨페더레이션스컵 3위 : 2013
- 하계 올림픽 동메달 : 2004
- UEFA 네이션스리그 3위 : 2020-21
- UEFA U-19 유로 : 2003

### 개인
- 세리에 A 올해의 수비수 : 2008, 2009, 2010
- 세리에 A 올해의 팀 : 2012-13, 2014-15, 2015-16, 2017-18, 2018-19
- UEFA 챔피언스리그 시즌의 스쿼드[1] : 2014-15, 2017-18
- UEFA 올해의 팀[2] : 2017
- UEFA U-21 유로 대회 베스트 : 2007
- UEFA U-21 유로 역대 베스트 : 2015
- ESM 올해의 팀[3] : 2012–13, 2014–15, 2017–18
- 가에타노 시레아 경력모범상 : 2019
- 유벤투스 역대 베스트 : 2017
- 유벤투스 올해의 선수 : 2021-22

#### 서훈
- 이탈리아 공화국 공로장 5등급 (Knight) : 2004
- 이탈리아 공화국 공로장 4등급 (Officer) : 2021

## 같이 보기
- A매치 100경기 이상 출전한 축구 선수 명단